# Georges Chappe
Georges Chappe (ur. 5 marca 1944 w Marsylii) – francuski kolarz szosowy, złoty medalista mistrzostw świata.

## Kariera
Największy sukces w karierze osiągnął w 1963 roku, kiedy reprezentacja Francji w składzie: Michel Bechet, Dominique Motte, Marcel-Ernest Bidault i Georges Chappe zdobyła złoty medal w drużynowej jeździe na czas na mistrzostwach świata w Ronse. Był to jednak jedyny medal wywalczony przez niego na międzynarodowej imprezie tej rangi. W tej samej konkurencji Francuzi z nim w składzie zajęli też szóste miejsce na igrzyskach olimpijskich w Tokio w 1964 roku oraz rozgrywanych tym samym roku mistrzostwach świata w Sallanches. Ponadto wygrał Tour de l’Yonne w 1964 roku, wyścig Paryż-Camembert w latach 1967 i 1970, a w 1970 roku był też najlepszy w Critérium International. Kilkakrotnie startował w Tour de France, najlepszy wynik osiągając w 1967 roku, kiedy zajął 37. miejsce w klasyfikacji generalnej. Rok później wygrał jeden etap TdF, ale ostatecznie zajął 42. miejsce. Zajął również 36. miejsce w Vuelta a España w 1965 roku.